# Pseudococcobius vibex
Pseudococcobius vibex är en stekelart som beskrevs av Prinsloo 2003. Pseudococcobius vibex ingår i släktet Pseudococcobius och familjen sköldlussteklar. Inga underarter finns listade i Catalogue of Life.